# Under Siege (Live in Barcelona)
Under Siege (Live in Barcelona) es el primer vídeo en vivo de la banda brasileña de thrash metal Sepultura, publicado en 1992. Dirigido por Stephen Payne y producido por Stephen Malit, fue grabado durante el tramo europeo de la gira soporte del álbum Arise y presenta en su mayoría canciones de ese disco.
La ciudad española de Barcelona fue escogida por Payne para realizar la grabación del material. Entre las canciones se intercalan entrevistas con los miembros de la banda en las que hablan de sus opiniones religiosas, de cómo formaron la agrupación y de sus primeros años creciendo en Belo Horizonte. El vídeo fue posteriormente remasterizado y publicado como parte de Chaos DVD.

## Lista de canciones
| N.º | Título                                                                      | Duración |  |
| 1.  | «Intro» (Sepultura)                                                         | 1:32     |  |
| 2.  | «Arise» (Max Cavalera, Sepultura)                                           | 3:18     |  |
| 3.  | «Desperate Cry» (Andreas Kisser, Sepultura)                                 | 6:40     |  |
| 4.  | «Dead Embryonic Cells» (Cavalera, Sepultura)                                | 4:52     |  |
| 5.  | «Mass Hypnosis» (Sepultura)                                                 | 4:22     |  |
| 6.  | «Altered State» (Kisser, Sepultura)                                         | 6:34     |  |
| 7.  | «Inner Self» (Sepultura)                                                    | 5:07     |  |
| 8.  | «Escape to the Void» (Kisser, Sepultura)                                    | 4:38     |  |
| 9.  | «Troops of Doom» (Sepultura)                                                | 3:17     |  |
| 10. | «Beneath the Remains» (Sepultura)                                           | 5:11     |  |
| 11. | «Orgasmatron» (Michael Burston, Phil Campbell, Peter Gill, Lemmy Kilmister) | 4:15     |  |

## Créditos
- Max Cavalera – voz, guitarra rítmica
- Andreas Kisser – guitarra líder
- Paulo Jr. – bajo
- Igor Cavalera – batería